# Ракетогидродинамика
Ракетогидродинамика — отрасль динамики движения управляемых двухсредных аппаратов (или, более широко, аэрогидрокосмических систем), включающая части предметных областей механики полета летательных аппаратов (ЛА) и механики движения скоростных подводных аппаратов (СПА). 
Само название отрасли «ракетогидродинамика» было предложено Тарасовым Е. В. в 1984 году, а в 1985 году вышел учебник для студентов старших курсов Московского авиационного института (МАИ) с таким названием. Своеобразие отрасли «ракетогидродинамика» заключается в назначении двухсредных аппаратов (ДСА) — выполнять предписанные маневры, как в атмосфере, так и в гидросфере. При этом в дополнение к уравнениям движения ЛА в атмосфере и космосе необходимо учитывать факторы, обусловленные входом (и выходом) в воду и подводного скоростного движения. А с другой стороны, помимо уравнений движения подводных аппаратов, необходимо дополнительно учитывать проблемы движения аппарата, порождаемые сжимаемостью среды и гравитационным полем и формой Земли.
Движение двухсредного аппарата будет возможным и эффективным, если ДСА рассматривать не как «простую сумму» свойств и характеристик ЛА и СПА. В ракетогидродинамике исследуется не только построение режимов движения на воздушных и подводных участках, но и, главным образом, их эффективное сочетание. Ракетогидродинамика рассматривает все аспекты уравнений движения аппарата в атмосфере и гидросфере и построения математических моделей действующих на этот аппарат сил в единстве, диктуемом требованиями разработки эффективного двухсредного аппарата. Ракетогидродинамика не ограничивается формальным рассмотрением режимов движения аэрогидрокосмической системы. В её предметную область входят оптимальные режимы движения, которые характеризуются наиболее эффективным выполнением поставленной перед двухсредным аппаратом задачи.
По инициативе профессора Тарасова Е.В. была создана научно-педагогическая школа в области ракетогидродинамики (руководители Тарасов Е.В. и Уваров Т.В.), которая была зарегистрирована в Министерстве общего профессионального образования Российской Федерации в 1998 году.
Тарасов Е. В. был инициатором открытия на кафедре 608 МАИ новой специализации «Интеллектуальные аэрогидрокосмические системы» специальности «Ракетостроения». В результате приказом ректора МАИ от 04 сентября 2006 г. № 237, и на основании решения Ученого совета института (протокол №8 от 25 декабря 2006 г.) на кафедре 608 МАИ была создана новая специализация «Интеллектуальные аэрогидрокосмические системы» специальности 1306 (160801) «Ракетостроение». На кафедре № 608 с 2007/2008 учебного года была начата подготовка специалистов по этой специализации. В 2011 г. был первый выпуск специалистов по этой новой специальности.